# Станове (Липецька область)
Станове (рос. Становое) — село у Становлянському районі Липецької області Російської Федерації. Адміністративний центр району.
Населення становить 5252  особи. Належить до муніципального утворення Становлянська сільрада.

## Історія
З 13 червня 1934 до 1937 року у складі Воронезької області, 1937-1954 — Орловської області. Відтак входить до складу Липецької області.
Згідно із законом від 2 липня 2004 року №114-оз органом місцевого самоврядування є Становлянська сільрада.

## Населення
| 1959 | 1970  | 1979  | 1989  | 2002  | 2010  |
| ---- | ----- | ----- | ----- | ----- | ----- |
| 1590 | ↗2011 | ↗2575 | ↗4966 | ↗5258 | ↘5252 |